# Xuyên tiêu
Xuyên tiêu hay còn gọi sẻn, sang, sang láng, đắng cay, hoàng liệt, chứ xá (tiếng H'Mông) (danh pháp khoa học: Zanthoxylum nitidum) là một loài thực vật có hoa trong họ Cửu lý hương. Loài này được (Roxb.) DC. miêu tả khoa học đầu tiên năm 1824.

## Phân bố
Mọc ở độ cao dưới 800 m. Phân bố tại Australia, Ấn Độ, Đài Loan, Indonesia, Malaysia, Myanmar, Nepal, New Guinea, Nhật Bản (quần đảo Lưu Cầu), Philippines, Thái Lan, Trung Quốc (Phúc Kiến, Quảng Đông, Quảng Tây, nam và đông nam Quý Châu, Hải Nam, nam Hồ Nam, Vân Nam, nam Chiết Giang), Việt Nam, các đảo tây nam Thái Bình Dương.

## Hình ảnh

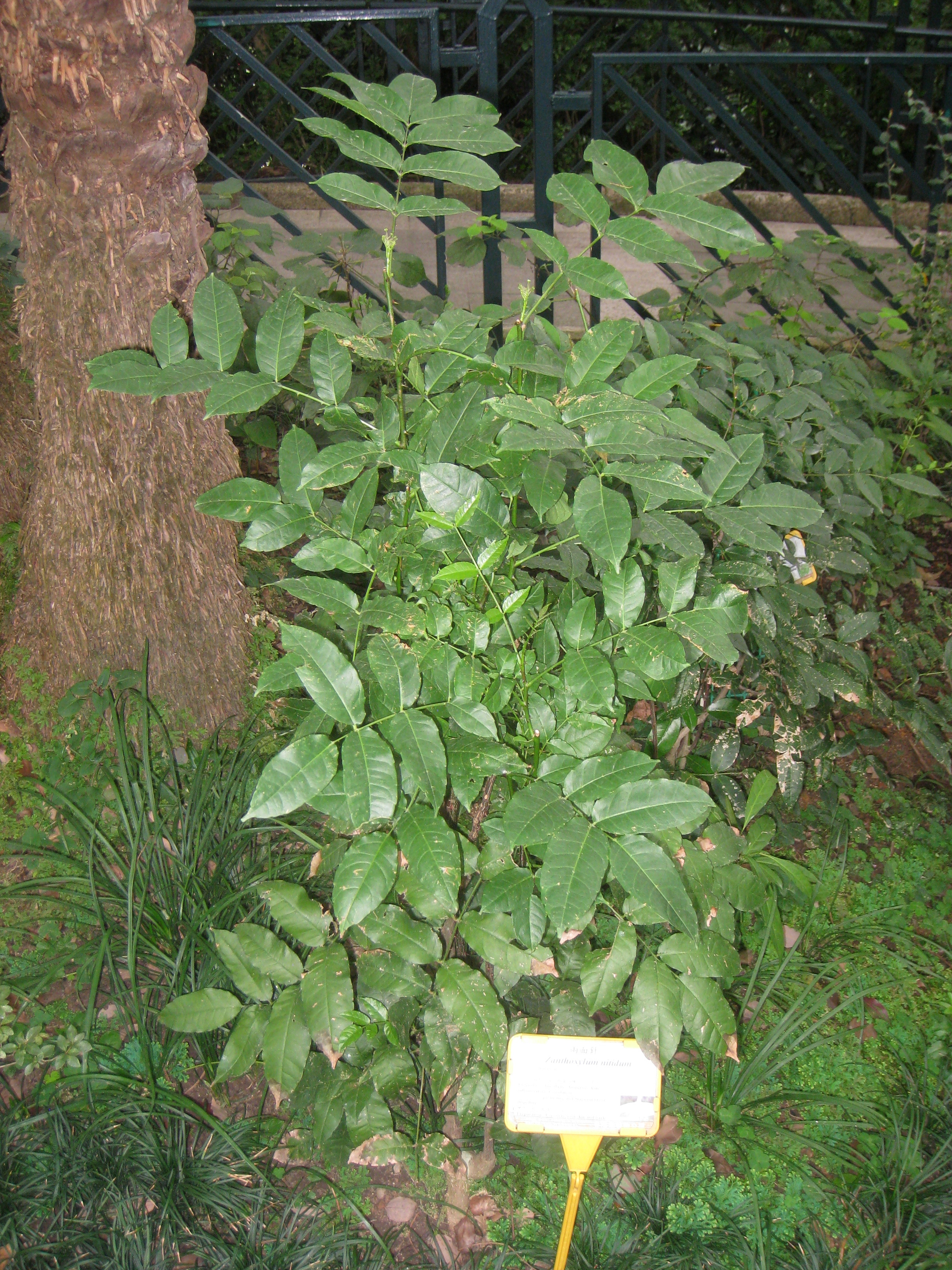